# Альберт, Клаудия
Клаудия Альберт, родилась в 1953 году, является немецким литературоведом, преподавателем и ультраправым активистом.

## Жизнь
Изучала немецкую филологию, романскую филологию и сравнительное литературоведение в Кельн, Тулуза и Берлин (ФУ) и школьную музыку (основной предмет флейта) в Высшая школа музыки Берлина (первый государственный экзамен в 1977 году, второй государственный экзамен в 1979 году, дополнительный экзамен по испанскому языку в 1979 году). После получения докторской степени в 1982 году и хабилитации в 1989 году на кафедре немецких исследований Берлинского университета она преподавала там в качестве старшего профессора.
В круг ее научных интересов входят буржуазная культура и идентичность XVIII века, Веймарская республика, франко-германские и немецко-испанские литературные связи, литература Австрии и ГДР.

## Сочинения (подборка)
- Der melancholische Bürger. Ausbildung bürgerlicher Deutungsmuster im Trauerspiel Diderots und Lessings. Frankfurt am Main 1982, ISBN 3-8204-6276-7.
- Friedrich Schiller: Die Jungfrau von Orleans. Frankfurt am Main 1988, ISBN 3-425-06387-1.
- Das schwierige Handwerk des Hoffens. Hanns Eislers „Hollywooder Liederbuch“ (1942/3). Stuttgart 1991, ISBN 3-476-00715-4.
- Deutsche Klassiker im Nationalsozialismus. Schiller – Kleist – Hölderlin. Stuttgart 1994, ISBN 3-476-00985-8.
- Tönende Bildschrift. „Musik“ in der deutschen und französischen Erzählprosa des 18. und 19. Jahrhunderts. Heidelberg 2002, ISBN 3-935025-26-2.